# Fritz Otto Bernert
Fritz Otto Bernert (couramment appelé Otto Bernert de son vivant) est un as allemand de la Première Guerre mondiale, né le 6 mars 1893 à Ratibor et mort de la grippe espagnole dans la même ville le 18 octobre 1918.
Pendant la Première Guerre mondiale, il combat d'abord dans l'infanterie avant d'être grièvement blessé. Après avoir perdu l'usage de sa main gauche, il est transféré dans l'aviation, et reçoit une formation de pilote. Malgré son infirmité, Bernert remporte 27 victoires aériennes entre le 17 avril 1916 et le 7 mai 1917. 15 de ces victoires sont remportées sur le seul mois d'avril 1917 (surnommé Bloody April (en) par les Britanniques). Le 24 de ce mois, Bernert devient l'un des rares pilotes de la Première Guerre mondiale à abattre cinq appareils en une seule sortie.
Après cette période de victoires, Bernert reçoit le commandement successif de deux Jagdstaffeln. Il est relevé de ses fonctions en août 1918 à cause de blessures et de maladie, et meurt en octobre de la grippe espagnole.

## Biographie

### Origine
Fritz Otto Bernert naît à Ratibor, en Haute-Silésie (aujourd'hui Racibórz, en Pologne), le 6 mars 1893. Son père August est un ancien militaire prussien reconverti dans la politique locale et qui reste maire de Ratibor de 1885 à 1920.
En août 1892, il intègre comme leutnant le 173e régiment d'infanterie. Deux ans plus tard, il est toujours au sein de ce régiment d'infanterie lorsque la Première Guerre mondiale éclate.

### Première Guerre mondiale
Dans les premiers mois de la guerre, Fritz Otto Bernert prend part à de violents combats. Il est blessé à quatre reprises sur les mois de novembre et décembre 1914. La dernière de ces blessures, un coup de baïonnette dans le bras, lui sectionne les nerfs et lui fait perdre en grande partie l'usage de sa main gauche. Il est donc déclaré inapte au service dans l'infanterie.

#### Passage dans l'aviation

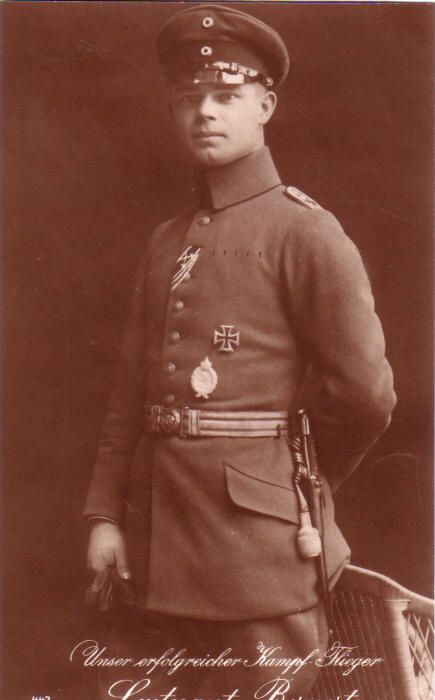
Carte postale Sanke à l'effigie de Fritz Otto Bernert en 1916.

Après sa radiation de l'infanterie, Fritz Otto Bernert candidate pour intégrer les Fliegertruppen, au sein desquelles il est accepté malgré son infirmité et une vue qui le contraint à porter des lunettes. Au cours de l'année 1915, il reçoit une formation d'observateur aérien et est affecté successivement aux Feldflieger Abteilungen (ou FFA, qui peuvent se traduire par « Groupes d'aviation de campagne ») 27 et 71. Il est ensuite formé au pilotage au sein des écoles d'aviation des constructeurs Hannover (en) et Halberstadt et en sort breveté en mars 1916. Il est affecté au Kampfseinsitzer Kommando Vaux (KEK Vaux), une unité de chasse commandée par Rudolf Berthold.
Le 17 avril, Bernert remporte sa première victoire aérienne en abattant un Nieuport. Le 25 août 1916, la KEK Vaux est réorganisée pour devenir la Jasta 4. L'escadrille de Bernert compte alors un grand nombre de pilotes expérimentés : Rudolf Berthold, Hans-Joachim Buddecke, Wilhelm Frankl ou Ernst von Althaus. Le 6 septembre, c'est Bernert qui remporte la première victoire confirmée de la Jasta 4 en abattant un Caudron G.4 français au-dessus de Dompierre lors d'une sortie menée par Buddecke et Berthold. Le 11 du même mois, Fritz Otto Bernert remporte sa 3e victoire aérienne contre un Nieuport, avant d'abattre un Caudron de l'escadrille C28 le 21,.

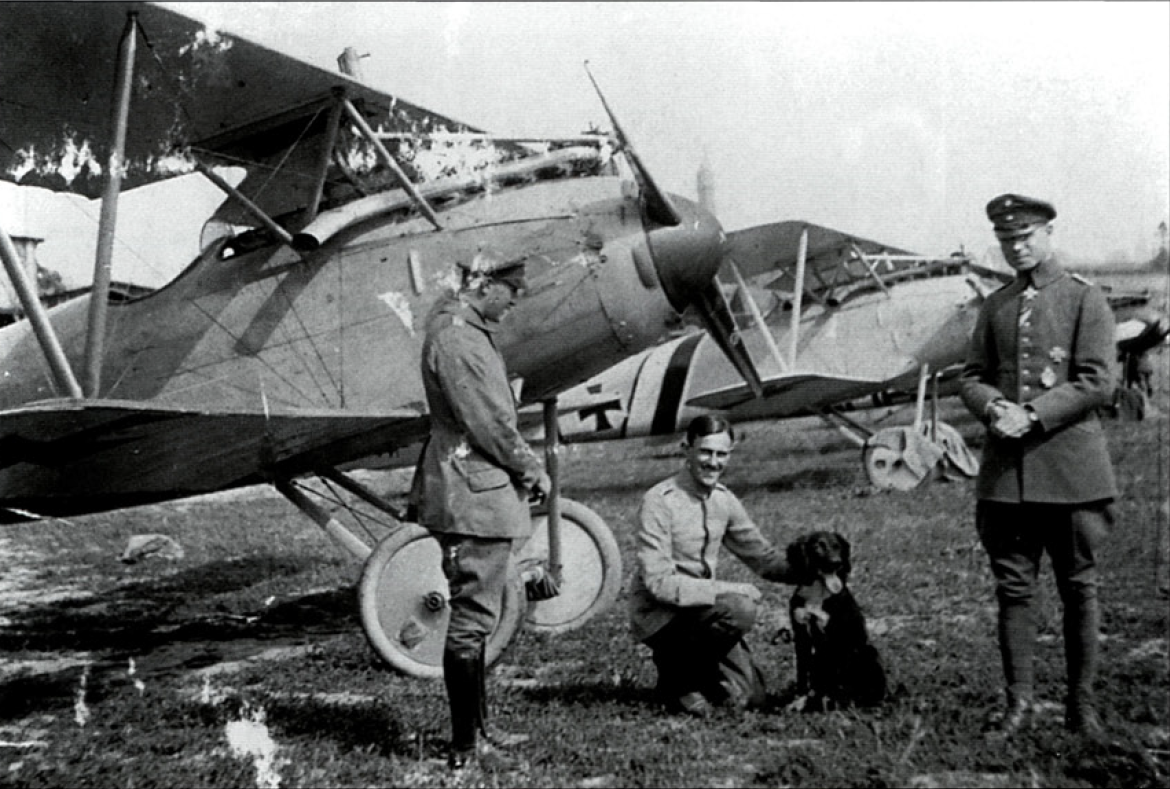
Karl-Heinrich Bodenschatz (à genoux), l'officier chargé des tâches spéciales de la Jagdstaffel 2, avec les Leutnant Fritz Otto Bernert (à droite) et Hans Eggers, aux côtés de Joffre, la mascotte de l'escadrille.

Le 9 novembre, Bernert intercepte avec d'autres pilotes des Jastas 1, 2 et 4 un important raid de bombardiers britanniques sur Vraucourt. Au cours du violent combat qui s'ensuit, il abat deux Airco DH.2 et un Royal Aircraft Factory F.E.8. Il dépasse ainsi le seuil pour devenir un as de l'aviation, qui est de cinq victoires. Pour ses victoires entre avril et novembre 1916, Fritz Otto Bernert est décoré de multiples médailles : croix de fer de 1re et 2e classes, ordre d'Albert, ordre de Hohenzollern (d'abord comme chevalier de 2e classe avant d'être promu chevalier le 25 janvier 1917) et finalement croix Pour le Mérite (la décoration militaire suprême de l'Empire allemand) le 23 avril.

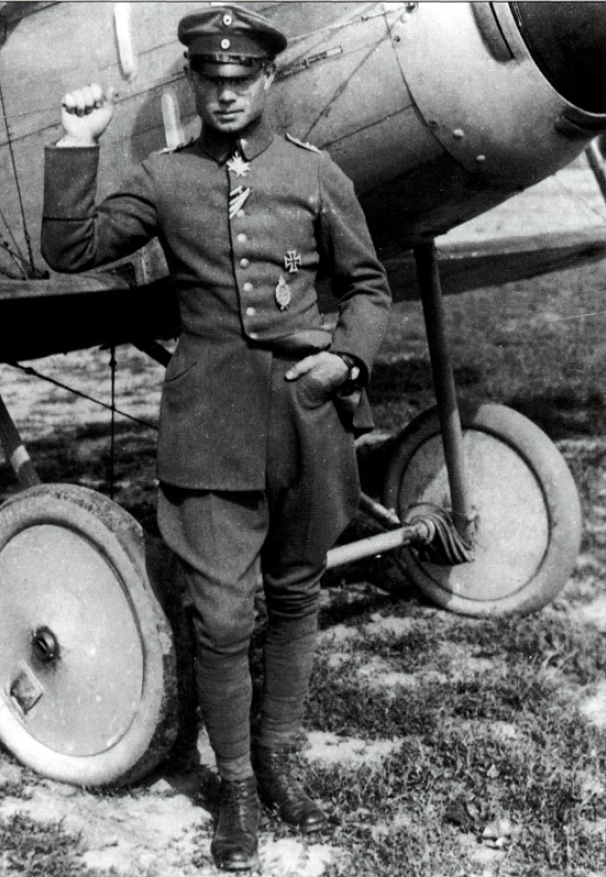
Fritz Otto Bernert à côté d'un Albatros D.III de la Jagdstaffel 2

Fritz Otto Bernert est transféré le 1er mars 1917 dans la Jasta 2, une unité d'élite mise sur pied l'année précédente par Oswald Boelcke, le principal théoricien du combat aérien de la Première Guerre mondiale (et auteur des Dicta Boelcke). Le 19, il remporte sa huitième victoire aérienne en abattant un Sopwith. Fritz Otto Bernert abat 11 autres appareils, dont trois ballons d'observation, avant la remise de sa croix Pour le Mérite le 23 avril. Les affrontements aériens sur le front de l'Ouest sont à ce moment particulièrement violents et dominés par les Allemands pour diverses raisons. Ces derniers, inférieurs en nombre, sont cependant bien mieux entraînés et équipés que les aviateurs alliés qui doivent couvrir les grandes offensives d'Arras et du Chemin des Dames. Les pilotes allemands infligent donc des pertes catastrophiques aux Alliés et accroissent en conséquence leur tableau de chasse, comme c'est le cas pour Bernert.
Le lendemain de la remise de sa croix Pour le Mérite, Fritz Otto Bernert devient le premier pilote allemand de la Première Guerre mondiale à abattre cinq avions dans la même journée : un Sopwith 1½ Strutter, trois R.A.F B.E.2 et un Airco DH.4 détruits entre 8h30 et 8h50.

#### Commandement

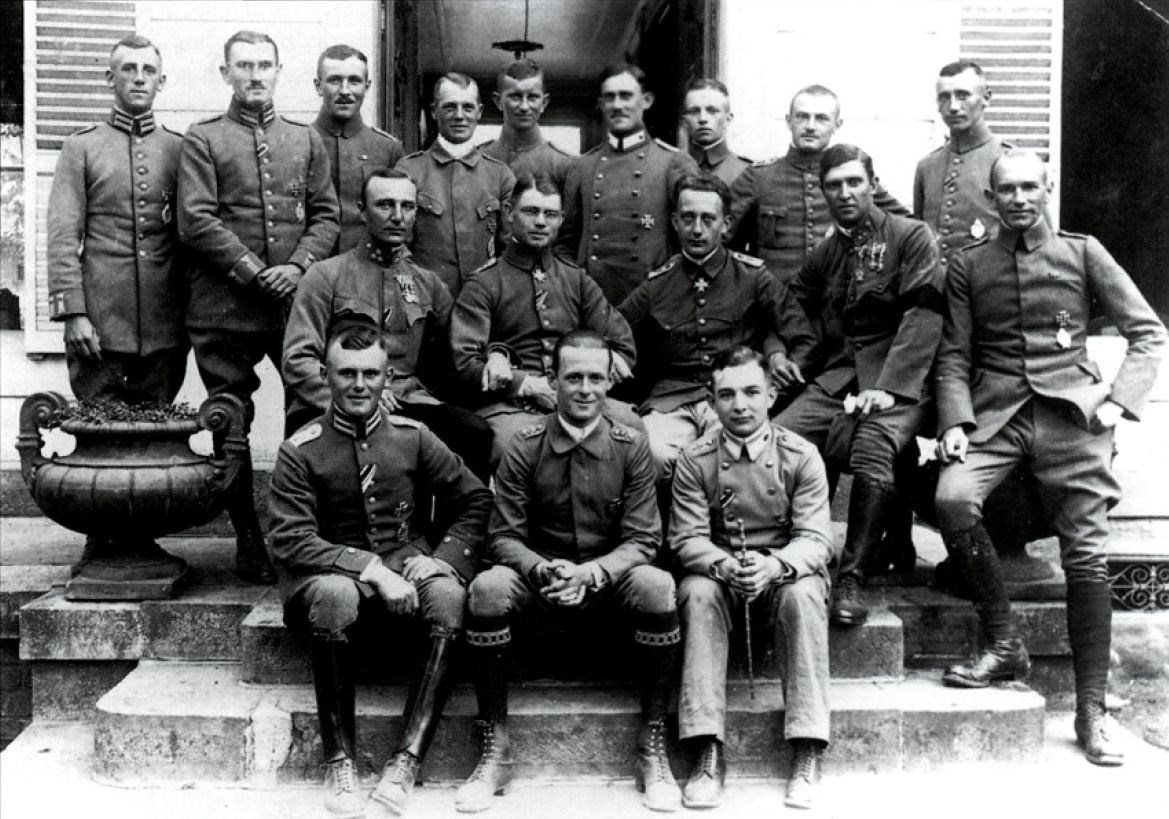
Pilotes allemands de la Jasta 2 en juin 1917, recevant la visite de pilotes austro-hongrois à Proville. Au dernier rang, de gauche à droite: Fritz Kempf,, Hans Eggers, Otto Hunzinger,, Karl Bodenschatz,, Wilhelm Prien et Johannes Wintrath. Au milieu, de gauche à droite: Hervan von Kirchberg, Fritz Otto Bernert, Werner Voss (pilote de la Jasta 5 de passage dans son ancienne unité), et Ernst Wendler. Au premier rang de gauche à droite: un pilote méconnu du nom de Strey ou Stren, Rolf von Lersner et Franz Pernet.

Fritz Otto Bernert reçoit le commandement de la Jagdstaffel 6 le 1er mai 1917 et remporte les trois dernières victoires de sa carrière de pilote les 2, 4 et 7 mai. Le 9 juin, il est renvoyé dans la Jasta 2, pour en devenir le commandant. Bernert est toutefois fortement diminué à ce moment de la guerre. Les violents combats d'avril l'ont épuisé physiquement et mentalement, et il souffre de diverses contusions et blessures reçues lors de deux crashs en quelques jours à la fin du mois de mai : lors d'un atterrissage d'urgence après une panne moteur le 19 mai et lors d'un atterrissage raté peu de temps après. Peu avant son transfert dans la Jasta 2, Bernert passe quelques semaines dans un sanatorium. Il ne peut donc pas mener son escadrille dans les airs et doit prendre quelques permissions de santé en juin et juillet. Malgré tout, sa santé continue à se dégrader et Bernert souffre de ce que les Allemands appellent à l'époque la Kriegsmüdigkeit (fatigue de guerre). Il abandonne donc le commandement de son escadrille le 18 août 1917.

### Dernières fonctions et mort
Dix jours après sa sortie de fonction à la Jasta 2, Bernert quitte l'escadrille pour occuper un poste auprès de l'Idflieg, l'inspection des troupes d'aviation, qui supervise l'armée de l'air allemande. Il ne l'occupe pas longtemps et retourne en Allemagne : en mai 1918, il séjourne dans une station thermale de Zoppot, près de Dantzig, probablement pour soigner des problèmes respiratoires.
Affaibli par ses blessures et son épuisement, Fritz Otto Bernert contracte finalement la grippe espagnole et en meurt le 18 octobre 1918 dans sa ville natale de Ratibor, à 25 ans.